# Parcey
Parcey – miejscowość i gmina we Francji, w regionie Burgundia-Franche-Comté, w departamencie Jura.
Według danych na rok 1990 gminę zamieszkiwało 818 osób, a gęstość zaludnienia wynosiła 91 osób/km² (wśród 1786 gmin Franche-Comté Parcey plasuje się na 201. miejscu pod względem liczby ludności, natomiast pod względem powierzchni na miejscu 497.).